# Bekir İrtegün
Bekir İrtegün (Elâzığ, 3 aprile 1984) è un ex calciatore turco, di ruolo centrocampista.

## Palmarès
- Campionato turco: 2

Fenerbahçe: 2010-2011, 2013-2014
- Coppa di Turchia: 2

Fenerbahçe: 2011-2012, 2012-2013
- Supercoppa di Turchia: 2

Fenerbahçe: 2009, 2014